# Tagetes lemmonii
Tagetes lemmonii, або чорнобривці Леммона[джерело?], — північноамериканський вид чагарникових чорнобривців родини айстрових. Інші англійські назви цієї рослини — маргаритка Мідного каньйону, гірський чорнобривець та мексиканський чорнобривець.
Рослина походить зі штатів Сонора та Сіналоа на північному заході Мексики, а також з Південної Аризони у Сполучених Штатах.

## Опис

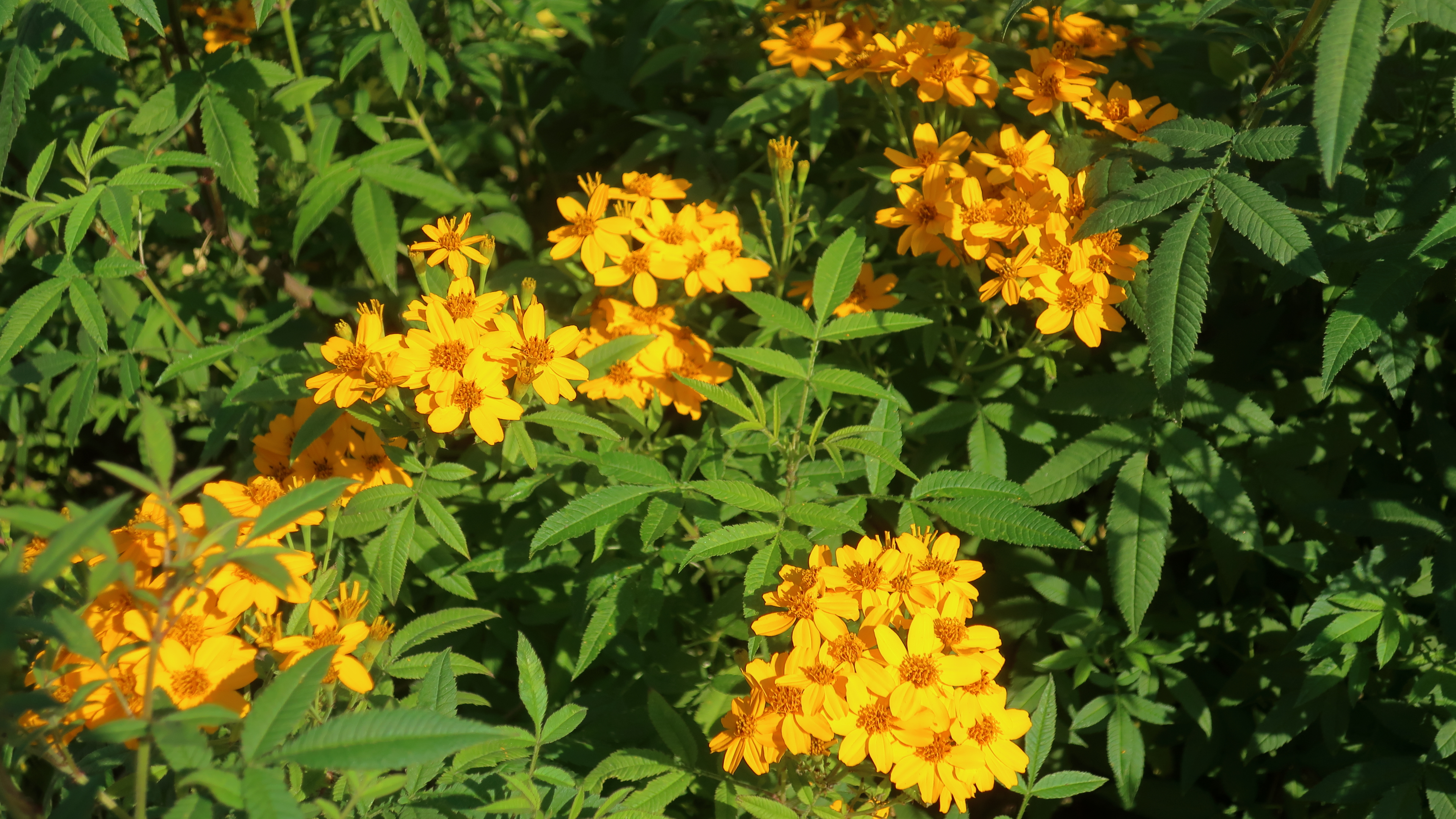
Квіти та листя

Tagetes lemmonii — це чагарник, який іноді сягає 240 см (8 футів) заввишки.
Листя до 12 см (4,8 дюйма) завдовжки, перисторозсічені на 3—5 листочків, кожен листочок має вузьку списоподібну форму з зубчиками по краю.

### Суцвіття
Рослина утворює багато дрібних квіткових голівок, з плескатою верхівкою, кожна з яких має 3—8 променевих суцвіть та 12—30 дискових суцвіть. Росте в лісах, на скелях та вологих місцях.

## Таксономія
Вид названо на честь Джона Гілла Леммона, чоловіка американської ботанічки Сари Пламмер Леммон.

## Вирощування
Tagetes lemmonii цвіте з осені до весни, а іноді може цвісти до 10 місяців. Він може досягати до 8 футів заввишки в поперечнику. Його листя подразнює, якщо його потривожити. Цей вид дуже стійкий до посухи в середземноморському кліматі й широко використовується в каліфорнійських садах, де він добре переносить легкі приморозки.